# Echinocereus papillosus
Echinocereus papillosus är en kaktusväxtart som beskrevs av Linke och Rümpler. Echinocereus papillosus ingår i släktet Echinocereus och familjen kaktusväxter. Inga underarter finns listade i Catalogue of Life.

## Bildgalleri

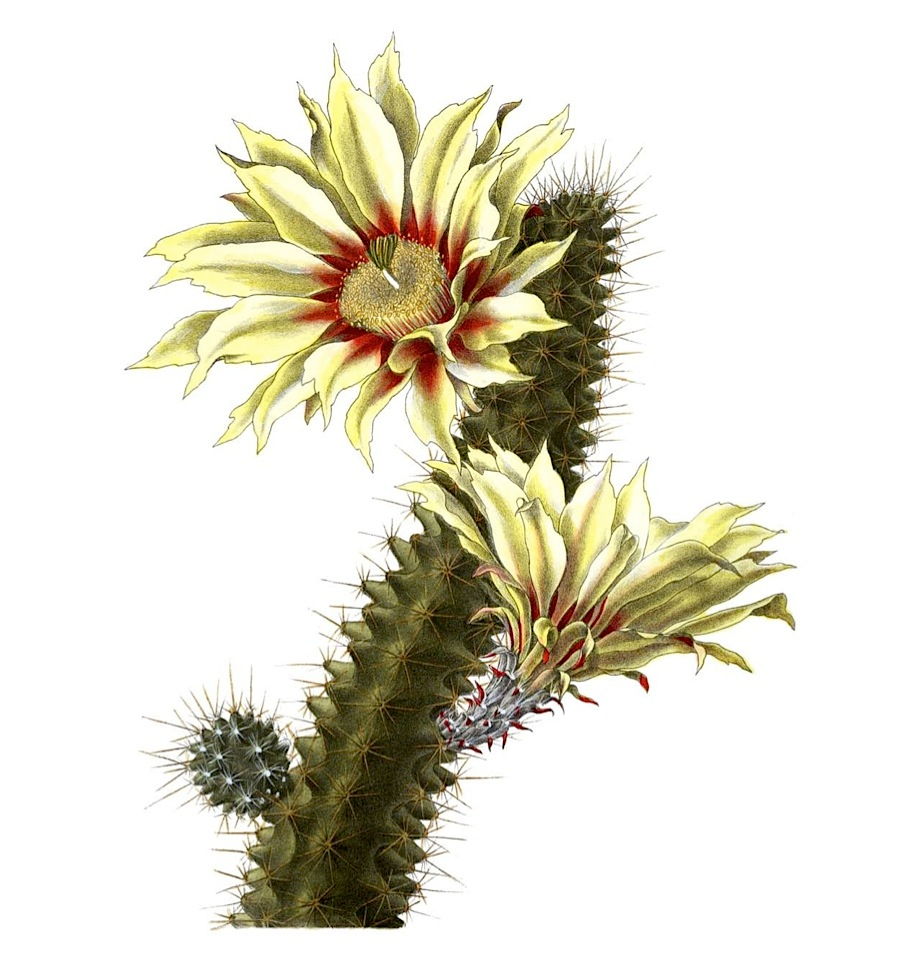
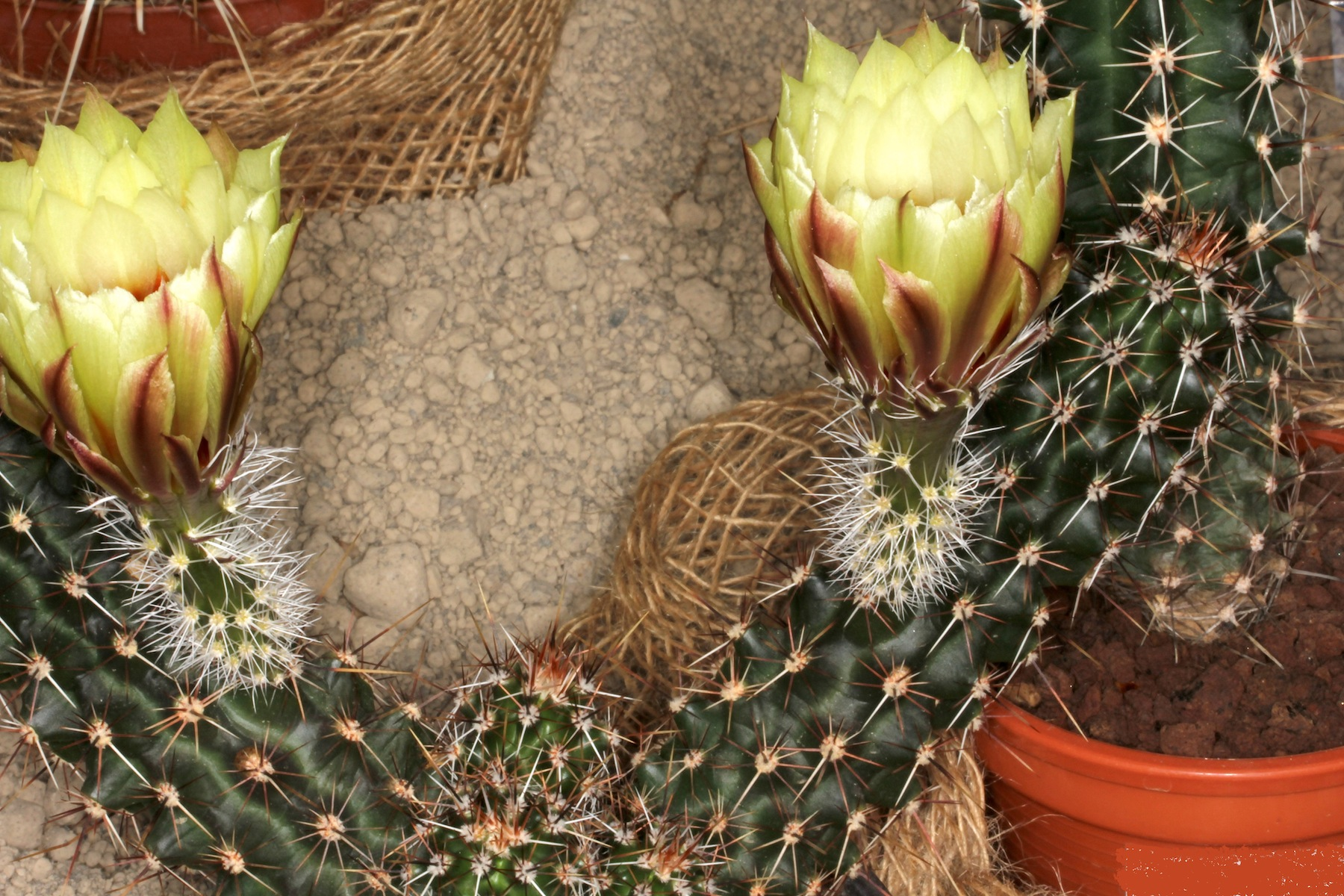